# トルーマン・ニューベリ

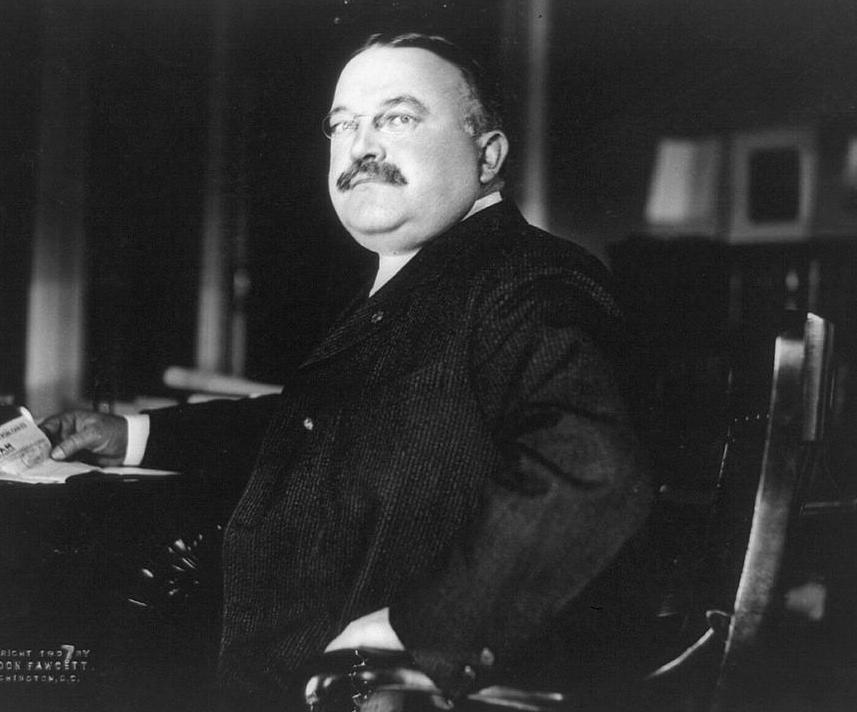
トルーマン・ニューベリ

トルーマン・ハンディ・ニューベリ（英: Truman Handy Newberry, 1864年11月5日 - 1945年10月3日）は、アメリカ合衆国の実業家、政治家。1908年から1909年まで第39代アメリカ合衆国海軍長官を務めた。

## 生い立ちと家族
1864年、ニューベリはミシガン州デトロイトで生まれた。父親は合衆国下院議員ジョン・ストウトン・ニューベリ、母親はオハイオ州クリーブランド出身の銀行家の娘ヘレン・パーマリー・ハンディ (Helen Parmalee Handy, 1835-1912) であった。
ニューベリはミシガン陸軍士官学校で学び、1885年にイェール大学シェフィールド科学校を卒業した。
ニューベリは1888年2月7日にハリエット・ジョセフィン・バーンズ (Harriet Josephine Barnes, 1864-1943) と結婚した。ニューベリ夫妻は以下の3人の子供をもうけた。
- キャロル・バーンズ・ニューベリ (Carol Barnes Newberry, 1888-????)
- バーンズ・ニューベリ (Barnes Newberry, 1891-1964)
- フェルプス・ニューベリ (Phelps Newberry, 1891-????)

## 実業家としての活動
ニューベリは大学卒業後、デトロイト・ベイシティ・アルペナ鉄道の建設、会計、一般貨物輸送及び旅客輸送の最高責任者を務め、1887年までに経営責任者となった。1887年、ニューベリはデトロイト鉄鋼発条社の社長 (president) 兼会計役 (treasurer) となり、1901年まで同社で勤めた。1902年、ニューベリはパッカード自動車社の組織構築を支援し、以後、多くの企業の生産事業に関与した。ニューベリの関与した企業には、ユニオン・トラスト社、ユニオン・エレベーター社、ミシガン州電話社がある。

## 軍事への関与
ニューベリは1893年にミシガン州海軍陸戦隊を組織し、1895年に志願兵として自ら参加した。ニューベリは1897年に大尉、1898年に航海長となった。1898年5月、ニューベリは合衆国海軍から大尉として任命を受け、軍艦ヨセミテで米西戦争を戦った。

## 海軍省と海軍長官
ニューベリは1905年から1908年まで海軍次官補を務めた。1908年11月13日、海軍長官のヴィクター・メトカーフが病気のために辞任すると、セオドア・ルーズベルト大統領はニューベリを同日付けで海軍長官代行に指名した。そして同年12月1日、ルーズベルト大統領はニューベリを正式に海軍長官として任命した。ニューベリはルーズベルトの任期満了となる1909年3月5日まで海軍長官を務めた。
1917年6月6日、ニューベリは合衆国海軍予備艦隊の少佐となった。ニューベリは1919年1月9日までニューヨーク州第3海軍区の司令官補佐として任務に当たった。
1919年3月4日、ニューベリは共和党から合衆国上院議員に選出された。1921年、ニューベリは選挙において不正行為を働いたとして、有罪判決を受けた。この判決はその後、合衆国最高裁判所によって覆され、ニューベリは無罪となった。
この無罪判決の後、合衆国上院は、ニューベリには上院議員を継続する資格があると宣言した。だが実業家ヘンリー・フォードはこれを非難する広報活動を行い、最終的にニューベリは1922年11月18日に辞任に追い込まれた。

## 晩年
上院議員辞職後、ニューベリは製造業に従事した。そして1945年、ニューベリはミシガン州グロースポイントで死去した。ニューベリの遺体はデトロイト市内のエルムウッド墓地に埋葬された。

## 関連図書
- Spencer Ervin. Henry Ford vs. Truman H. Newberry; the famous Senate election contest. New York, R.R. Smith, 1935. Reprint. New York: Arno Press, 1974.